# Norodom Marie Ranariddh
Norodom Marie Ranariddh (tiếng Khmer: នរោត្តម ម៉ារី រណឬទ្ធិ, sinh ngày 21 tháng 12 năm 1947 tại Sihanoukville) là Đệ Nhất Phu nhân Campuchia từ năm 1993 đến năm 1997 và chủ tịch Hội Chữ thập đỏ Campuchia.

## Tiểu sử
Bà sinh ngày 21 tháng 12 năm 1947 tại Kompong Saom với nhũ danh Eng, là thành viên vương thất Norodom, có cha mang chút huyết thống Hoa kiều Eng Meas và mẹ là phu nhân Sarah Hay người Chăm Hồi giáo toàn tòng. Bà là con cả trong số 9 anh chị em, trong đó có một người là đại sứ Kampuchea tại Thái Lan, Đức và Mỹ.
Quận chú Eng gặp Samdech Krom Preah Norodom Ranariddh lần đầu vào năm 1968 và tiến tới một hôn nhân sắp đặt vào tháng 9 năm ấy.
Cuối năm 2006, hai người chính thức đơn đơn li hôn do vương thân có quan hệ bất chính với ca sĩ Ouk Phalla. Vụ kiện kéo dài tới tháng 6 năm 2010 mới ngã ngũ. Tuy nhiên, cuộc li dị này không đi kèm việc hủy mọi tước hiệu và quyền lợi vương tộc của bà.

## Con cái
- Norodom Sihariddh
- Norodom Chakravuth
- Norodom Rattana Devi